# NGC 814
NGC 814 је лентикуларна галаксија у сазвежђу Кит која се налази на NGC листи објеката дубоког неба.
Деклинација објекта је - 15° 46' 24" а ректасцензија 2h 10m 37,6s. Привидна величина (магнитуда) објекта NGC 814 износи 13,8 а фотографска магнитуда 14,8. NGC 814 је још познат и под ознакама MCG -3-6-10, IRAS 02082-1600, PGC 8319.